# Vought V-173
Il Vought V-173 era un aereo sperimentale realizzato nell'ambito del programma di sviluppo del caccia con capacità STOL  Vought XF5U. Sviluppato dalla statunitense Vought sul finire degli anni trenta, da una precedente idea di Charles H. Zimmerman, adottava una caratteristica ala discoidale, che gli valse i soprannomi Flying Pancake e Flying Flapjack.
Realizzato in un solo esemplare, fu utilizzato per una serie di oltre 190 voli, per circa 132 ore complessive di volo.

## Storia del progetto
Il progetto del Vought V-173 nacque sulla scia di una serie di studi effettuati da Charles Zimmerman, teorico di aerodinamica presso il National Advisory Committee for Aeronautics.
Il lavoro di Zimmerman, incentrato sulla realizzazione di aerei con profilo alare circolare, arrivò a prevedere un aereo a elica in grado di volare a elevate velocità tanto quanto di rimanere in sospensione come un elicottero. Il progetto fu considerato "troppo avanzato" dalla stessa NACA, ma destò l'interesse della Vought e della marina statunitense: nel 1937 Zimmerman lasciò pertanto il lavoro alla NACA per diventare consulente della Vought dedicandosi inizialmente ad un modello di ala volante propulso elettricamente (designato Vought V-162) che mise in mostra considerevoli caratteristiche di manovrabilità.

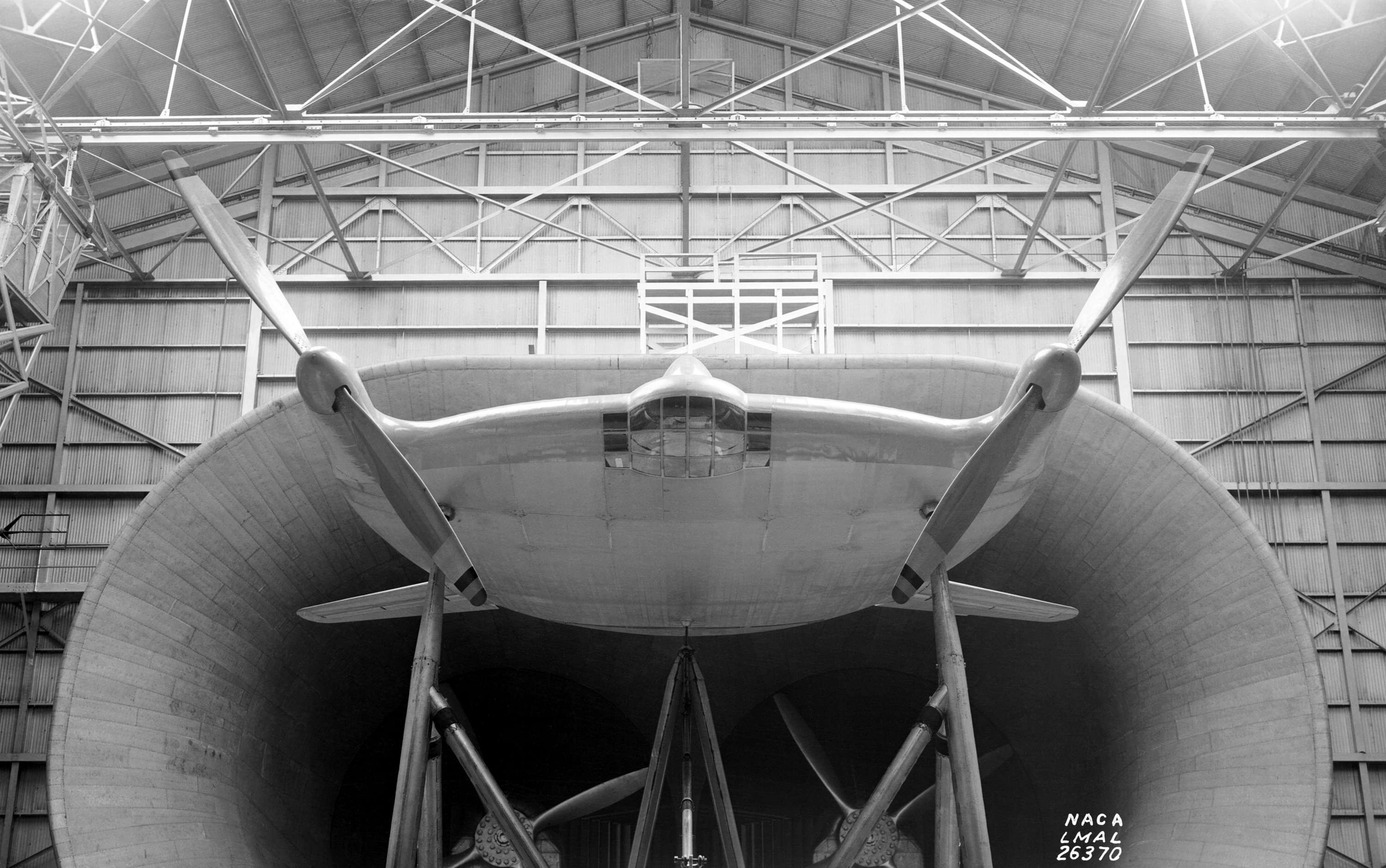
Un'immagine del Vought V-173 presa nel corso delle prove in galleria del vento.

Il V-162 fu presentato all'USAAC nel 1938, senza ottenerne l'interessamento ma Zimmerman non si arrese e proseguì le proprie ricerche su un progetto analogo ma di maggiori dimensioni, il Vought V-170: questo prevedeva inizialmente che l'equipaggio di tre persone trovasse posto in posizione prona nell'abitacolo ricavato all'interno dello spessore alare, ma tale soluzione fu abbandonata prevedendo problemi di comfort e di scarsa visibilità. Il V-170 prevedeva l'utilizzo di due motori bicilindrici Cleone E-30 che avrebbero dovuto azionare contemporaneamente due diverse eliche disposte alle opposte estremità del piano alare, ma che non fu mai possibile condurre ad un movimento tra loro sincronizzato.
Gli sviluppi di questo progetto furono sottoposti alla Civil Aeronautics Authority (con la denominazione V-171) e di nuovo all'USAAC sia come aereo da collegamento e per impieghi generici (V-170) che in versione da attacco al suolo (V-172), ma ancora con esiti negativi.
Nel frattempo, però, prove di volo effettuate in un hangar con il V-162 vincolato ed azionato mediante controlli remoti, attirarono l'interesse dell'U.S. Navy e nei primi mesi del 1939 furono completati il progetto (denominato V-173) e gli studi aerodinamici (finanziati dalla marina). Nell'agosto del 1939 la Vought propose la realizzazione (a proprie spese) di un prototipo la cui sperimentazione nella galleria del vento della NACA fu approvata dalla marina nel mese di ottobre.
Le prove effettuate in galleria evidenziarono la necessità di ampliare le superfici di controllo allora presenti sull'aereo e condussero Zimmerman ad intervenire, nella primavera del 1940, dotando il velivolo di equilibratori e poi, nel mese di ottobre, aggiungendo alettoni e stabilizzatori.
Nei mesi successivi venne perfezionato il sistema di trasmissione del moto dai motori alle eliche mediante una serie di alberi e prima della fine del 1941 il V-173 fu consegnato per i test finali nella galleria del vento della NACA cui fecero seguito i preparativi per portare in volo l'aereo con prove di rullaggio e test a terra, mentre procedeva l'iter burocratico con il quale l'U.S. Navy chiedeva la realizzazione di due prototipi di un aereo da caccia derivato dal V-173, denominato XF5U secondo il sistema all'epoca in vigore.
Il 23 novembre del 1942 il Vought V-173 staccò per la prima volta le ruote dal suolo, condotto in volo da Boone Guyton pilota collaudatore della Vought, per la quale era già impegnato nelle prove di collaudo del Corsair.

## Tecnica

### Cellula
Il Vought V-173 era un velivolo dalla struttura interamente in legno con rivestimento in tela; l'aereo era un'ala volante dall'inusuale forma discoidale con bordo d'attacco leggermente ricurvo, profilo simmetrico NACA 0015 e ridotto allungamento.

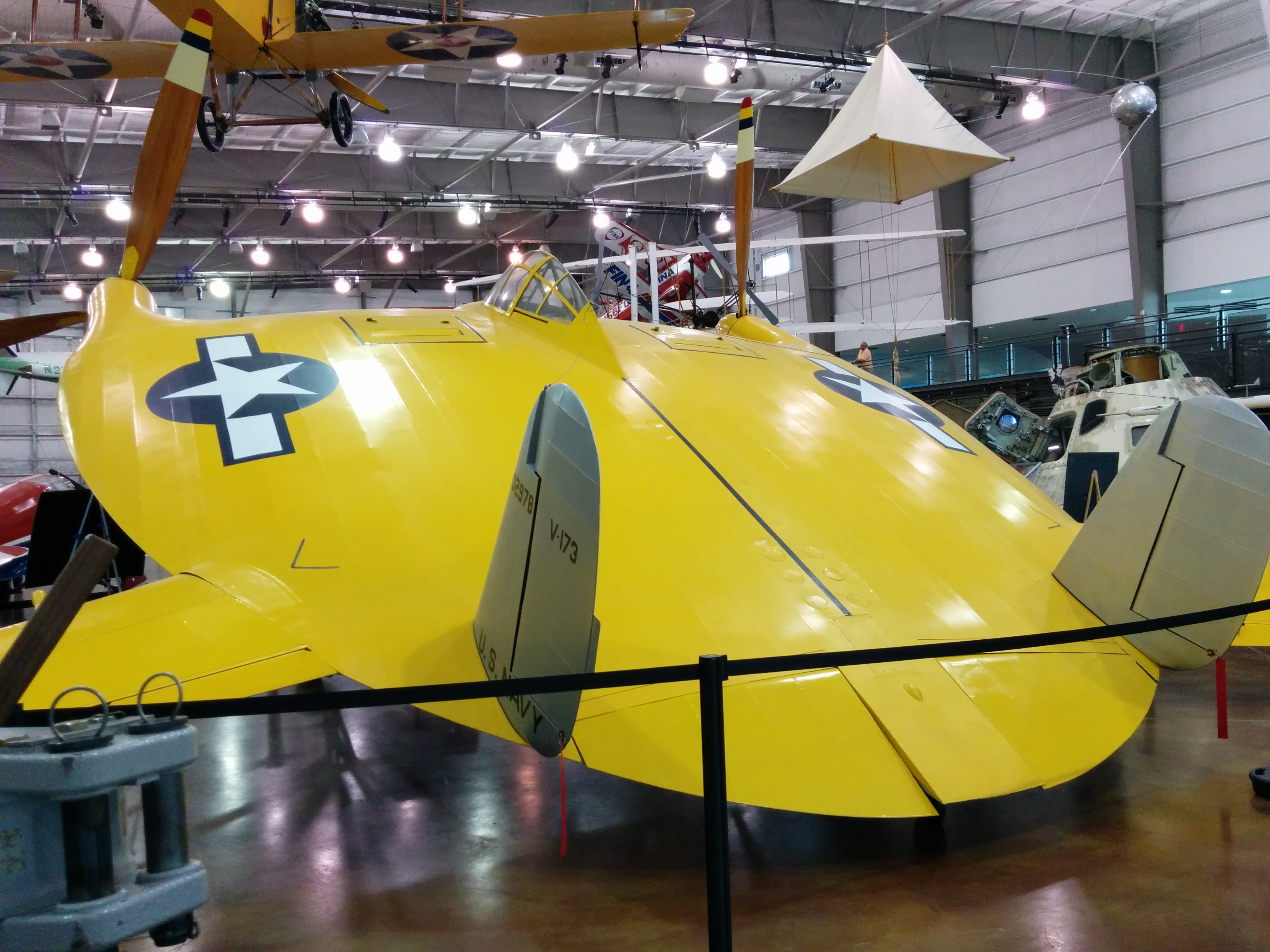
Vista posteriore del V-173; si possono notare le superfici di controllo mobili poste nella zona terminale dell'aereo.

Le superfici di controllo mobili erano ricavate nella zona posteriore del corpo del velivolo: fin dal primo progetto erano presenti due piani verticali nella consueta conformazione con deriva e timone. Le prove in galleria del vento dimostrarono che l'assenza di stabilizzatori ed equilibratori non avrebbe consentito il corretto controllo del V-173: vennero quindi aggiunti due piani orizzontali interamente mobili ai lati, nella zona posteriore, poco prima dei due piani verticali.
La cabina di pilotaggio, monoposto, era ricavata all'interno dello spessore alare; era sormontata da un cupolino vetrato sostenuto da montanti, scorrevole verso il posteriore, raccordato posteriormente al corpo del velivolo da una corta struttura con funzione aerodinamica. L'accesso alla cabina avveniva da una botola disposta nella parte ventrale dell'aereo.
Il carrello d'atterraggio era fisso, di tipo classico. Le gambe anteriori insolitamente lunghe ricordavano quelle di una cicogna e permettevano il posizionamento dell'aereo con un angolo di 22° rispetto al terreno, necessario ad impedire alle eliche di toccare il suolo. Le gambe, formate da tre montanti collegati al ventre dell'ala, avevano ruota singola ed inizialmente erano prive di carenatura, comparsa (nella caratteristica forma a goccia) nel corso delle sperimentazioni. Al centro del bordo posteriore del velivolo era presente un singolo ruotino.

### Motore

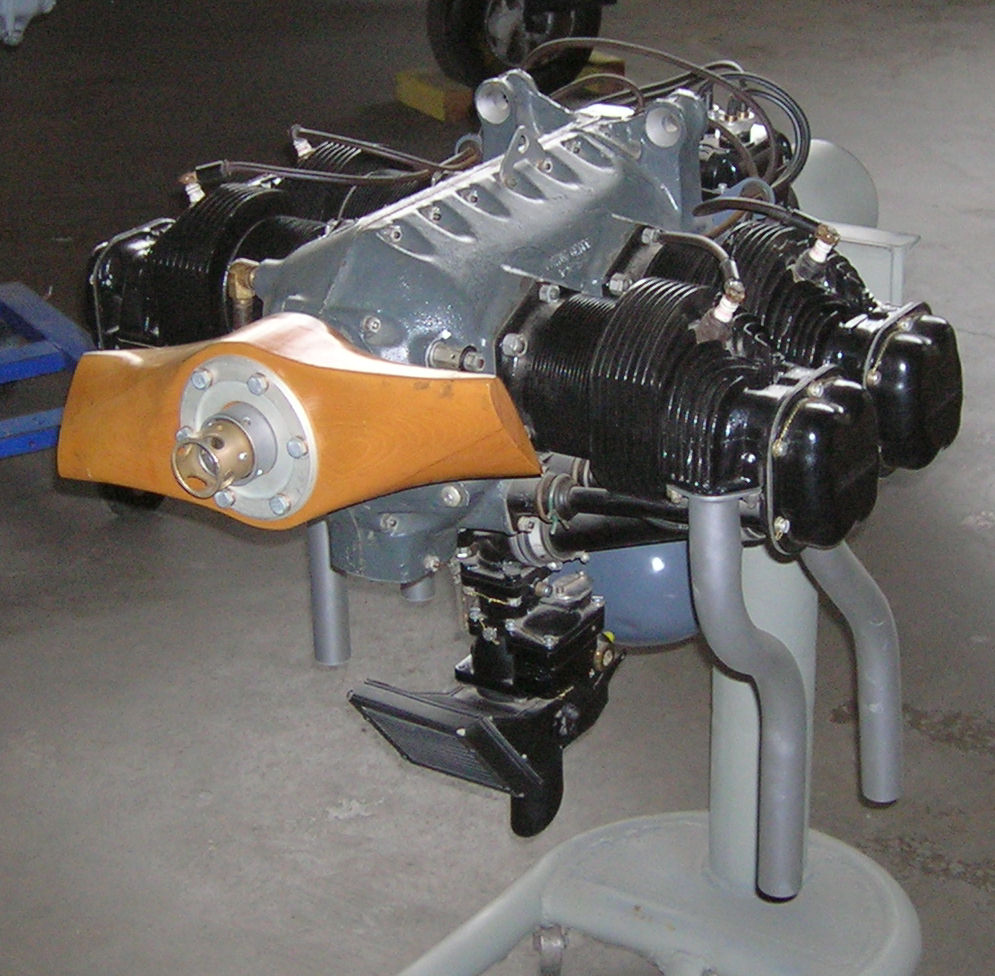
Un esemplare di Continental O-170.

Il Vought V-173 era equipaggiato con due motori Continental A-80: si trattava di motori a cilindri contrapposti, raffreddati ad aria. Capaci di sviluppare la potenza di 80 cavalli vapore britannici (60 kW) ciascuno, i due motori erano annegati nello spessore alare ed azionavano eliche tripala, anche se il progetto inizialmente prevedeva l'utilizzo di eliche bipala.
I motori erano disposti nella zona centrale del velivolo, ai fianchi della cabina di pilotaggio, ed azionavano le eliche (situate alle estremità del bordo d'attacco del piano alare) tramite un complesso sistema di alberi di trasmissione. Le eliche erano predisposte per ruotare in senso opposto rispetto ai vortici d'aria che vengono a crearsi ad ognuna delle estremità delle ali, allo scopo di prevenirne o ridurne la formazione, aumentando così l'efficienza aerodinamica del velivolo.
Il sistema di trasmissione del movimento alle eliche costituiva l'elemento di maggior difficoltà da mettere a punto nel V-173 e lo stesso Zimmerman ammise che non era stato possibile testarlo e svilupparlo tanto a fondo quanto avrebbe voluto, prima che il velivolo fosse portato in volo.
Il raffreddamento dei motori era garantito da prese d'aria disposte sul bordo d'entrata alare mentre i condotti di sfogo dell'aria calda erano ricavati nella parte superiore del piano alare.

## Impiego operativo
In poco meno di cinque anni il Vought V-173 effettuò un totale di circa 131 ore di volo, per lo più condotto da Boone Guyton che tuttavia fu costretto a terra per un lungo periodo, a causa delle ferite riportate a seguito di un incidente occorsogli mentre era ai comandi di un F4U Corsair. I collaudi furono proseguiti da Richard Burroughs e da diversi altri piloti della U.S. Navy e collaudatori della Vought; in almeno un'occasione il V-173 fu condotto anche dal famoso pilota Charles Lindbergh.
Fin dal primo volo il V-173 mise in chiara luce le peculiarità che ne avevano caratterizzato il lungo processo di progettazione e che avevano portato la U.S. Navy ad investire le proprie risorse: il decollo richiese una corsa di soli 20 piedi (6,1 m) e l'atterraggio, compiuto alla velocità di 15 miglia all'ora (24 km/h), ma altra fonte indica 50 miglia all'ora (80 km/h), richiese circa 50 piedi (15,2 m) di pista prima del completo arresto del velivolo. Malgrado la potenza relativamente ridotta dei suoi motori, grazie al peso contenuto della struttura lignea, il V-173 era in grado di decollare nello spazio di 200 piedi (61,0 m) in assenza di vento, ma in presenza di vento (contrario) a 25 nodi (46 km/h), poteva alzarsi in volo verticalmente. Questi dati, per quanto espressi da una macchina sperimentale e dotata di serbatoi contenenti soli 20 galloni americani (76 l) di carburante, evidenziano chiaramente quali sarebbero stati i vantaggi derivanti dall'utilizzo di un simile velivolo partendo dal ponte di una portaerei.
I voli di prova, oltre alle caratteristiche V/STOL dell'aereo, evidenziarono anche la presenza di alcuni problemi che richiesero anche modifiche di rilievo: in cabina di pilotaggio comparvero fastidiose vibrazioni causate dal flusso d'aria asimmetrico generato dalle eliche in particolari condizioni di volo mentre alle basse velocità si manifestò la necessità di applicare forze elevate ai comandi della barra di comando unitamente alla lenta risposta dei comandi.
Il V-173 fu protagonista anche di almeno due atterraggi d'emergenza: in un primo caso l'aereo atterrò su un campo da golf nei pressi di Stratford, mentre in una seconda occasione il velivolo prese terra su di una spiaggia lungo il Long Island Sound, rovesciandosi sulla sabbia senza conseguenze per il pilota. Poiché l'aereo era un progetto segreto, in queste occasioni fu presto celato alla vista del pubblico sotto teli di protezione ed anche i suoi voli sono ritenuti la causa primaria di avvistamenti di UFO segnalati in quei giorni nei cieli del Connecticut.
La carriera del V-173 ebbe termine nel 1947 ed il suo ultimo volo fu effettuato in coincidenza con le celebrazioni per il trentottesimo anniversario di fondazione della Vought. In seguito il velivolo divenne proprietà della Smithsonian Institution e attualmente è esposto presso il museo Frontiers of Flight di Dallas, Texas.

### Annotazioni
1. ↑  Short Take Off and Landing, decollo e atterraggio corti.
2. ↑  Frittella Volante
3. ↑  Il flapjack è un dolce tipico della tradizione culinaria inglese a base di fiocchi di avena e golden syrup: uno sciroppo simile al caramello ma dalla consistenza più liquida molto diffuso nei paesi anglosassoni.
4. ↑  La potenza relativamente bassa di 25 cavalli vapore britannici (19 kW) di ciascun motore non consentiva di operare in sicurezza se, collegato ad una sola elica, uno dei motori avesse smesso di funzionare.
5. ↑  Istituzione costituita nel 1938 e in seguito più volte riorganizzata e ridenominata, i cui compiti sono attualmente una parte delle attività della Federal Aviation Administration
6. ↑  Novembre 2017

### Fonti
1. 1 2 3 4 5 6 7  Naval Fighters nº 21, p. 1.
2. 1 2 3 4 5 6 7 8 9  Naval Fighters nº 21, p. 3.
3. ↑  Naval Fighters nº 21, p. 13.
4. 1 2 3 4 5 6 7  Moran, 1991, p. 98.
5. ↑  Naval Fighters nº 21, p. 2.
6. ↑  Aircraft Engine Historical Society, in "www.enginehistory.org".
7. 1 2 3 4 5 6 7 8  Moran, 1991, p. 99.
8. 1 2 3 4  Naval Fighters nº 21, p. 6.
9. 1 2 3 4  Naval Fighters nº 21, p. 11.
10. 1 2 3  Naval Fighters nº 21, p. 8.
11. ↑  Presentation: the Chance Vought V-173 “Flying Pancake”, in "www.flightmuseum.com".

### Pubblicazioni
- (EN) AA.VV., V-173 and XF5U-1 Flying Pancakes, in Naval Fighters, n. 21, Simi Valley, California, USA, Ginter Books, luglio 1992, ISBN 978-0-94261-221-9.